# Малий Хада-Булак
Малий Ха́да-Була́к (рос. Малый Хада-Булак) — село у складі Борзинського району Забайкальського краю, Росія. Входить до складу Хада-Булацького сільського поселення.

## Історія
Село утворено 2013 року шляхом виділення з села Хада-Булак.